# Юрга
Юрга́ — город в Кемеровской области России. Административный центр Юргинского района (муниципального округа), в состав которого не входит, образует Юргинский городской округ как единственный населённый пункт в его составе.
Город областного подчинения.
Население — 77 092 (2025). 

## Этимология
Возник как посёлок при станции Юрга. Предлагаются две этимологии: из селькупского «жирная река» (юр — «жирный», гы(-кы) — «река») или из ассанского ур — «река» и селькупского гы то есть «река-река».
Изначально на месте города был лесосплав и небольшой посёлок — Ново-Ленинск.

## География
Город Юрга, как и вся Кемеровская область, находится в часовой зоне МСК+4. Смещение применяемого времени относительно UTC составляет +7:00.
Город расположен на реке Томи, в 110 км к северо-западу от Кемерово, в 100 км к югу от Томска и в 170 км на восток от Новосибирска. Узел железнодорожных линий на Новосибирск, Красноярск, Новокузнецк.

## История
Город был основан как посёлок в 1886 году на берегу реки Томи, на территории Поломошинской волости Томского уезда Томской губернии Российской Империи.
2 января 1915 года по Указу Императора Николая II началось строительство железной дороги до Кольчугинских каменноугольных копей.
С 1923 года по 1925 посёлок Юрга — административный (волостной) центр Юргинской укрупнённой волости Томского уезда РСФСР. Основной орган управления — Юргинский райком РКП(б), который с 1924 года формирует новую административно-территориальную единицу, Юргинский район.
C 1925 по 1930 посёлок Юрга — административный центр Юргинского района Томского округа Сибирского края РСФСР (СССР). В эти годы район испытал на своём населении репрессии периода коллективизации, а также стал одной из территорий формирования Сиблага, части будущего ГУЛАГа. Сюда отправляли в лагеря и лагерные пункты репрессированных в ходе развернувшихся в стране массовых сталинских репрессий.
Восстановленный в 1935 году район относился к Западно-Сибирскому краю РСФСР.
В посёлке, кроме объектов Сиблага, действовала паровая мельница, гончарный завод, метеостанция, межколхозная (районная) машинно-тракторная станция, промысловая артель «Роза Люксембург» (в том числе сапожная, кирпичный завод, скотный двор, горшечный завод, цех по производству валенок), станция и ж/д депо Томской железной дороги, отделение связи, маслозавод, крупозавод, пищекомбинат. В райцентре находились центральные конторы колхоза имени Ворошилова и колхоза имени Нариманова. Имелась единственная полная средняя школа. В эти годы близ посёлка разбивается лагерь и казармы Юргинского стрелкового полка 71-й стрелковой дивизии имени Кузбасского пролетариата (штаб в 1938 году располагался в городе Кемерово). Эта дивизия с середины 1930-х гг. имела статус «территориальной дивизии тройного развёртывания», то есть должна была рано или поздно реорганизовываться в три новых дивизии. Их стали развёртывать в 1938—1940-х гг. Сама же 71-я сд СибВО была расформирована, окончательно упразднена как единица весной 1941 года. С 1938 года стрелковые дивизии СибВО были переведены на кадровый принцип комплектования. Летом 1938 года Юргинский стрелковый полк стал основой 166-й Томской стрелковой дивизии, которая тогда же была передислоцирована в казармы Южного и Северного городков города Томска (с сохранением юргинской материальной базы и летних юргинских военных лагерей). 166-я дивизия РККА отличится героизмом при защите Москвы в начавшейся Великой Отечественной войне в сражениях с 1-го июля по 10 октября 1941 года.
До 1940 года Юрга была пристанционным посёлком и промышленного значения не имела. Считается, что появившийся в 1943 году «Юргинский машиностроительный завод» сделал Юргу городом; и именно ему принадлежит право называться градообразующим предприятием. Первый этап развития ЮМЗ охватил предвоенные и военные годы. Согласно третьему пятилетнему плану (1938—1942 годы) в восточных регионах страны создавались предприятия-дублёры по ряду отраслей машиностроения, нефтепереработки и химии, чтобы устранить случайные перебои снабжении некоторыми промышленными изделиями предприятий-уникумов. Так Юргинский машиностроительный завод должен был стать дублёром завода «Баррикады» в Сталинграде.
В 1943 году Юргинский район, а вместе с ним и заводской посёлок, указом Президиума Верховного Совета РСФСР от 26 января 1943 года, были переданы из Новосибирской области в состав только что образованной Кемеровской области. Новая область объединила промышленный район Кузбасса.
В 1937—1943 годах посёлок Юрга — административный центр Юргинского района Новосибирской области РСФСР (СССР). В 1943 году была вновь образована Кемеровская область и с тех пор район находится в её составе.
В 1949 году получил статус города.
В отличие от большинства городов области, Юрга сразу застраивалась по проектам. Начиная с 1946 года, было составлено семь постепенно совершенствовавшихся генеральных планов. В 1956 году Московской архитектурной мастерской был разработан проект детальной планировки северо-восточной части Юрги, по которому она застраивалась до 1963 года. Последним проектом предусматривалось развитие Юрги как крупного промышленного и культурного центра Кемеровской области. Численность населения Юрги к 1949 году составляла 21 885 человек. В райцентре работало восемь предприятий, самым крупным из которых был машиностроительный завод. Город располагал больницей на 85 коек, детскими яслями и детским садом, двумя средними и двумя восьмилетними школами, школой ФЗО, механическим техникумом. Общий жилой фонд составлял 91,4 тысячу квадратных метров, протяжённость улиц 13,7 км. Доходная часть бюджета составляла 8406,0 тысяч рублей; в 1940 году эта цифра составила 2938,2 тысяч рублей. Учитывая уровень промышленного развития, численность населения, а также значение, которое Юрга приобрела в инфраструктуре региона, Указом Президиума Верховного Совета РСФСР от 18 января 1949 года рабочий посёлок Юрга был отнесён к городам районного подчинения, оставаясь при этом центром Юргинского района. Указом Президиума Верховного Совета РСФСР от 15 июля 1953 года город Юрга был отнесён к городам областного подчинения.
С 1950-х годов начался бурный рост молодого города. Стремительно развивалась городская инфраструктура, ускоренными темпами шло строительство жилья. В 1960—1980-е годы — был пик развития Юрги, период подлинного расцвета города. Устойчивый рост был характерен не только для экономики — позитивные процессы наблюдались в сферах культуры, народного образования, спорта.
Однако с середины 1980-х годов темпы экономического роста в стране стали замедляться, появились первые признаки надвигающегося кризиса. В экономике города все эти тревожные и противоречивые тенденции также нашли своё отражение. За всю полувековую историю город не знал более тяжёлого и противоречивого времени, чем 1990-е годы. Начиная с 1992 года население Юрги пошло на убыль. Если на 1 января 1992 в городе проживало 94,7 тысяч человек, то в 1999 году насчитывалось всего 87 тысяч юргинцев. Среди уже известных причин — миграция и эмиграция населения, высокая смертность и низкая рождаемость. Например, в 1996 году умерло 1192, а родилось 742 человека. Показатели 1999 года ещё хуже: количество умерших — 1266 человек, родившихся — 721.
C 1991 года город Юрга — районный центр Юргинского района Кемеровской области Российской Федерации.
Муниципальное образование Юрги включено в перечень монопрофильных муниципальных образований Российской Федерации (моногородов) в категорию муниципальных образований с наиболее сложным социально-экономическим положением (в том числе во взаимосвязи с проблемами функционирования градообразующих организаций).

## Официальная символика

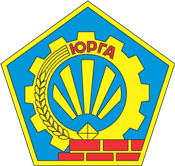
Герб (1978)

Прежний герб Юрги утверждён исполкомом городского Совета народных депутатов 15 марта 1978 года (постановление № 84). В синем пятиугольнике золотая шестерня с надписью «ЮРГА», в нижней части шестерни золотой кристалл, испускающий лучи; под шестернёй кирпичная неоконченная стена. Автор герба — Виталий Николаевич Курцев. Новый герб Юрги утверждён Постановлением городского совета № 29 от 17 сентября 2003 года «О гербе муниципального образования „Город Юрга“».
Согласно принятому 12 ноября 2003 года Постановлением горсовета № 36 Положению о гербе муниципального образования «город Юрга»:
«1. Герб муниципального образования города Юрги представляет собой четырёхугольный с закруглёнными нижними углами и заострённый в оконечности синий геральдический щит с чёрным конём, вставшим в золотом пламени на дыбы, увенчанный золотой короной.
1.1. Геральдическое описание герба города Юрги гласит: 

„В лазоревом (синем, голубом) поле выходящее снизу золотое пламя, обременённое чёрным восстающим конём“.

1.2. Обоснование символики герба города Юрги. 

Главной фигурой герба является конь — один из древнейших символов развития, движения вперёд, стремления к совершенству, гармонии с природой. Одним из популярных толкований города „Юрга“ — конь-иноходец. Изображение коня в наскальных рисунках Туталской и Никольской писаниц говорят о том, что и в древнейшие времена для пращуров, населявших окрестности Юрги, конь имел первостепенное значение. 

Конь, вставший на дыбы, аллегорически показывает, что Юрга — город молодой. В перекличке с настоящим фигура коня в гербе символизирует рабочее начало — город начинался с рабочего посёлка. 

Чёрный цвет символизирует благоразумие, мудрость, покой. 

Лазоревое поле герба дополняет символику и аллегорически показывает реку Томь, на которой расположен город, и живописную природу. 

Огонь — воплощение энергии, символ жизни, возрождения. В годы войны из рабочего посёлка Юрга на фронт ушло 15 тыс. человек, 5 тыс. из них погибли на фронтах Великой Отечественной войны. Память о них отображена в образе огня. В настоящее время в городе имеется воинская часть и самый крупный в Сибири полигон. Военнослужащие гарнизона неоднократно принимали участие в современных военных действиях. 

Если говорить о золоте, то можно упомянуть ещё одну версию происхождения гидронима „Юрга“ — „жирная речка“. Весной, когда речка Томь входила в свои берега, и земля под горячими лучами солнца изнывала в парной неге, долина реки покрывалась жёлтыми цветниками. Цветов было так много и они так долго цвели, что долина казалась золотой.
Золото символизирует богатство, справедливость, уважение, великодушие.
Золотая башенная на трёх зубцах корона — это знак, определяющий достоинства и символ собственных прав, прав города, имеющего статус муниципального образования».
В октябре 2003 года новый герб Юрги был внесён в Геральдический регистр РФ под № 1317.

## Население
| 1959    | 1962    | 1967    | 1970    | 1973    | 1976    | 1979    | 1982    | 1986    | 1987    | 1989    | 1992    | 1996    |
| ------- | ------- | ------- | ------- | ------- | ------- | ------- | ------- | ------- | ------- | ------- | ------- | ------- |
| 46 556  | ↗52 000 | ↗54 000 | ↗62 092 | ↗67 000 | ↗73 000 | ↗78 298 | ↗83 000 | ↗90 000 | ↗92 000 | ↗93 202 | ↗94 300 | ↘88 400 |
| 1998    | 2000    | 2001    | 2002    | 2003    | 2005    | 2006    | 2007    | 2008    | 2009    | 2010    | 2011    | 2012    |
| ↘86 600 | ↘85 400 | ↘84 500 | ↗85 555 | ↗85 600 | ↘84 100 | ↘83 500 | ↗83 600 | ↗83 836 | ↗83 879 | ↘81 533 | ↘81 454 | ↘81 180 |
| 2013    | 2014    | 2015    | 2016    | 2017    | 2018    | 2019    | 2020    | 2021    | 2025    |         |         |         |
| ↗81 385 | ↗81 446 | ↘81 139 | ↗81 396 | ↗81 733 | ↗81 759 | ↘81 073 | ↘80 840 | ↘79 693 | ↘77 092 |         |         |         |

На 1 января 2025 года по численности населения город находился на 209-м месте из 1124 городов Российской Федерации.
Национальный состав
Согласно данным Всероссийской переписи населения 2010 года национальный состав населения города представлен следующим образом:
- русские — 93,2 %,
- татары — 2,5 %,
- немцы — 1,2 %,
- украинцы — 0,7 %,
- армяне — 0,4 %,
- белорусы — 0,2 %,
- азербайджанцы — 0,1 %,
- чуваши — 0,1 %,
- шорцы — 0,03 %,
- другие — 1,57 %.

## Экономика

Юргинский машиностроительный завод

В составе городского округа Юрга в 2016 году была организована территория опережающего социально-экономического развития «Юрга», на которой действует особый правовой режим предпринимательской деятельности.

### Промышленность
Промышленность города разнообразна и представлена производствами горно-шахтного оборудования, машиностроительной продукции, ферросплавов, кровельных, гидроизоляционных и теплоизоляционных материалов, железобетонных изделий и строительных материалов, оборудования для фармацевтической, химической, косметической, парфюмерной отраслей, катеров «Томь», молочной продукции, хлебобулочных и кондитерских изделий, газированных напитков, чистой и минеральной воды, корпусной мебели, пива, текстиля, синтепона и синтепуха, упаковочных материалов для пищевых предприятий, кормов для животных, заводом по выращиванию радужной форели.

### Банки
В городе присутствуют представительства и банкоматы более 10 банков, как государственных, так и частных.

### Торговля
В городе представлены как сетевые форматы торговли (федеральные, региональные и местные), так и отдельные торговые центры, рынки, оптово-розничные склады и продовольственные магазины.

## Транспорт

### Железнодорожный транспорт
Железнодорожная станция Юрга I, Кузбасского отделения Западно-Сибирской железной дороги, расположенная на главном ходу Транссиба на 3491 км. Здание железнодорожного вокзала станции Юрга I было построено по типовому проекту в 1914 году. Торжественное открытие обновленной станции состоялось в 2010 году.

### Автомобильный транспорт
Юрга расположена у самых ворот Кемеровской области, в северной части, граничащей с Томской областью, в западной части граничащей с Новосибирской областью. 16 августа 1986 года было сдано в эксплуатацию здание автовокзала. В 2013 году в здании проведен капитальный ремонт. Юргинский автовокзал обслуживает 20 маршрутов, в том числе 10 пригородных, 8 междугородных (включая межобластные), на которых выполняется более 60 рейсов в сутки и перевозится в среднем 1100 пассажиров. Юргинский автовокзал связывает город с населёнными пунктами Юргинского района, Кемеровской области, Томской области, Новосибирской области, Алтайского края.

### Городской транспорт
Основные городские и пригородные пассажирские перевозки выполняются Юргинским государственным пассажирским автотранспортным предприятием Кемеровской области (Юргинское ГПАТП КО).

## Образование

### Общее образование (начальное, основное, среднее)
- Начальная общеобразовательная школа № 5
- Основные общеобразовательные школы № 3, 15
- Средние общеобразовательные школы № 1, 2, 6, 8, 9, 10, 14
- Гимназия г. Юрги
- Лицей г. Юрги
- Начальная школа — детский сад № 33
- Специальная общеобразовательная школа-интернат

### Дополнительное образование
- Детско-юношеский центр (ДЮЦ) (ул. Московская, д. 49)
- Детская музыкальная школа № 18 (просп. Победы, д. 15А)
- Детская художественная школа № 7 (ул. Московская, д. 34)
- Детская хореографическая школа «Спектр» (ул. Никитина, д. 28)
- Городской центр детского (юношеского) технического творчества (просп. Победы, д. 49)

### Средне-специальное образование
- Юргинский технологический колледж им. Павлючкова Генадия Антоновича (ЮТК) (ул. Заводская, д. 18)
- Юргинский техникум агротехнологий и сервиса (ЮТАиС) (ул. Шоссейная, д. 100)
- Юргинский техникум машиностроения и информационных технологий (ЮТМиИТ) (ул. Ленинградская, д. 10)

### Высшее образование
- Юргинский технологический институт, филиал Томского политехнического университета (ЮТИ ТПУ) (ул. Ленинградская, д. 26)

## Культура

### Библиотеки
В городе действует Муниципальное бюджетное учреждение культуры «Централизованная библиотечная система города Юрги».
В структуру МБУК «ЦБС г. Юрги» входят:
- Центральная городская библиотека (просп. Победы, д. 12)
- Библиотека семейного чтения (ул. Ленина, д. 97)
- Библиотека семейного чтения № 1 им. Т. И. Рубцовой (ул. Машиностроителей, д. 41)
- Городская библиотека № 1 (ул. Никитина, д. 28)
- Городская библиотека № 4 (ул. Московская, д. 14)
- Детско-юношеская библиотека № 2 (просп. Победы, д. 49)
- Детская библиотека № 5 (ул. Кирова, д. 14)
- Детская библиотека № 6 (ул. Комсомольская, д. 13)

### Музеи
- Краеведческий музей г. Юрги (просп. Победы, д. 1)
- Юргинский музей детского изобразительного искусства народов Сибири и Дальнего Востока (просп. Победы, д. 15)

### Дворцы культуры
- Дворец культуры «Победа» (ул. Ленинградская, д. 18)

Дворец построен в 1957 году, считается центром культурной жизни, самодеятельного творчества.

### Клубы
- Клуб «Луч» (ул. Леонова, д. 12)
- Клуб «Строитель» (ул. Кирова, д. 23/1)
- Клуб «Современник» (ул. Ленина, д. 53А)

### Кинотеатры
- Кинотеатр «Эра» (ул. Максименко, д. 1)
- Кинотеатр сети «Спутник+Кино» (в ТРЦ «Спутник», ул. Машиностроителей, д. 32)

### Парки, скверы, площади
- Парк имени А. С. Пушкина (на пересечении улиц Строителей, Комсомольской и Павлова);
- Кировский парк (на пересечении улиц Кирова, Мира и Лазо);
- Студенческий парк (на пересечении улиц Кирова и Заводской);
- Сквер имени Г. В. Басырова (между улицами Московская и Ленинградская);
- Сквер Привокзальный (у здания автовокзала на ул. Московской);
- Площадь Советов с фонтаном (у администрации города на просп. Победы);
- Привокзальная площадь (у здания железнодорожного вокзала станции Юрга I на ул. Ленина);
- Площадь Славы (на пересечении улиц Ленинградской и Строителей);
- Площадь В. И. Ленина (на пересечении улиц Московской и Кирова);
- Аллея Победы (вдоль просп. Победы от площади Советов до мемориального комплекса памяти о павших за Родину в годы Великой Отечественной войны).

## Спорт
С 1993—2014 гг. в городе базировался ВК «Юрмаш» — Высшая Лига Б чемпионата России по волейболу среди женщин
Спортивные объекты
- Стадион «Темп» (ул. Ленинградская, д. 2Б)
- Спортивный комплекс с бассейном «Темп» (ул. Московская, д. 1)
- Спортивный комплекс «Олимп» (ул. Краматорская, д. 1)
- Спортивный комплекс «Атлант» (ул. Строителей, д. 23)
- Спортивная арена «Снежинка» (ул. Кирова, д. 43 А)

## Религия
- Кафедральный собор Рождества Иоанна Предтечи (Кузбасский просп., 15)
- Храм 14000 Вифлеемских младенцев (Первомайская ул., 7)
- Храм Сретения Господня (Шоссейная ул., 3)
- Храм великомученика Георгия Победоносца (ул. Тургенева, район военного городка)
- Часовня преподобномученицы Елисаветы Алапаевской (Ленинградская ул., район городской больницы № 1)
- Римско-католическая церковь, Приход «Святого Духа»[36], при поддержке Католической благотворительной организации Каритас в церкви работает Детский клуб «Весёлые ребята»
- Сибирская евангелическо-лютеранская церковь[37]
- Церковь христиан веры евангельской «Весть Христа»
- Церковь христиан веры евангельской «Источник спасения»
- Церковь христиан веры евангельской «Краеугольный камень»
- Церковь христиан веры евангельской «Прими огонь»
- Церковь христиан веры евангельской «Источник жизни»
- Церковь христиан веры евангельской-пятидесятников
- Церковь евангельских христиан-баптистов

## Средства массовой информации
Интернет-СМИ
- Интернет-портал ЮГС
- Юргинская ТелеРадиоКомпания
- Юргинская студия телевидения и радио
- Сайт Мариинской епархии Русской Православной Церкви

Пресса
- газета «Резонанс-Ю»
- газета «Новая газета» (закрыта)
- газета «ЮТРК Реклама + TV»
- газета «Юргинские ведомости»
- газета «Рекламный Вестник +ТВ»[38]
- газета «Вифлеемская звезда»

Радиостанции
- 66,11 УКВ — (Молчит) Радио России / Радио Кузбасса
- 95,9 FM — Авторадио
- 96,3 FM — Радио Рекорд
- 98,6 FM — Европа Плюс
- 99,0 FM — (ПЛАН) Радио Monte-Carlo
- 99,9 FM — Радио Шансон
- 100,8 FM — Радио России / Радио Кузбасса
- 101,5 FM — Русское радио
- 103,6 FM — Кузбасс FM
- 104,4 FM — Радио ENERGY
- 106,9 FM — Радио Ваня

Телевидение
Аналоговое вещание (прекращено)
- Первый канал
- Россия 1 / ГТРК Кузбасс
- РЕН ТВ
- НТВ
- Пятый канал
- ТВ Центр
- ТНТ
- Пятница!
- Матч ТВ
- Россия К

Цифровое вещание
Первый мультиплекс цифрового телевидения России (пакет цифровых телеканалов «РТРС-1»)
| Позиция | Название                                                                        | Владелец                                                                           |
| ------- | ------------------------------------------------------------------------------- | ---------------------------------------------------------------------------------- |
| 1       | Первый канал                                                                    | АО «Первый канал»                                                                  |
| 2       | Россия 1 / ГТРК Кузбасс                                                         | Всероссийская государственная телевизионная и радиовещательная компания (ВГТРК)    |
| 3       | Матч ТВ                                                                         | Газпром-медиа                                                                      |
| 4       | НТВ                                                                             | Газпром-медиа и АО «Телекомпания НТВ»                                              |
| 5       | Пятый канал                                                                     | Национальная Медиа Группа                                                          |
| 6       | Россия К                                                                        | Всероссийская государственная телевизионная и радиовещательная компания (ВГТРК)    |
| 7       | Россия 24 / ГТРК Кузбасс                                                        | Всероссийская государственная телевизионная и радиовещательная компания (ВГТРК)    |
| 8       | Карусель                                                                        | ЗАО «Карусель» (ВГТРК и ЗАО «Первый канал. Всемирная сеть»)                        |
| 9       | ОТР / «Кузбасс Первый» (ежедневное вещание с 07:00 до 09:00 и с 17:00 до 19:00) | АНО «Общественное телевидение России» / ГПКО «Региональный медиахолдинг „Кузбасс“» |
| 10      | ТВ Центр                                                                        | АО «Телекомпания „ТВ Центр“»                                                       |

Второй мультиплекс цифрового телевидения России (пакет цифровых телеканалов «РТРС-2»)
| Позиция | Название                                                               | Владелец                                                                             |
| ------- | ---------------------------------------------------------------------- | ------------------------------------------------------------------------------------ |
| 11      | РЕН ТВ                                                                 | Национальная Медиа Группа                                                            |
| 12      | Спас                                                                   | Финансовое хозяйственное управление Русской Православной Церкви и ООО «СПАС — Медиа» |
| 13      | СТС                                                                    | «ЮТВ Холдинг», «СТС Медиа»                                                           |
| 14      | Домашний                                                               | «ЮТВ Холдинг», «СТС Медиа»                                                           |
| 15      | ТВ-3                                                                   | Газпром-медиа                                                                        |
| 16      | Пятница!                                                               | Газпром-медиа                                                                        |
| 17      | Звезда                                                                 | ОАО «ТРК ВС РФ „Звезда“»                                                             |
| 18      | Мир                                                                    | ЗАО «Межгосударственная телерадиокомпания „Мир“»                                     |
| 19      | ТНТ                                                                    | Газпром-медиа                                                                        |
| 20      | Муз-ТВ                                                                 | «ЮТВ Холдинг», «СТС Медиа»                                                           |
| 21      | «Кузбасс Первый» (в кабельных сетях на территории Кемеровской области) | ГПКО «Региональный медиахолдинг „Кузбасс“»                                           |

| Позиция | Название                      | Владелец                                                                       |
| ------- | ----------------------------- | ------------------------------------------------------------------------------ |
| 1       | Вести FМ                      | ФГУП «Всероссийская государственная телевизионная и радиовещательная компания» |
| 2       | Радио Маяк                    | Филиал ФГУП ВГТРК «Государственная радиовещательная компания „Маяк“»           |
| 3       | Радио России / Радио Кузбасса | Филиал ФГУП ВГТРК «Государственная радиовещательная компания „Радио России“»   |

## Связь
Почтовая связь
Отделения ФГУП «Почта России»
| № индекса | Место нахождения         |
| --------- | ------------------------ |
| 652050    | ул. Ленинградская, д. 42 |
| 652051    | ул. Вокзальная, д. 9А    |
| 652053    | ул. Гарнизонная, д. 1    |
| 652055    | ул. Кирова, д. 25        |
| 652057    | ул. Волгоградская, д. 13 |
| 652059    | ул. 2-я Кирпичная, д. 1  |
| 652061    | ул. Мира, д. 1           |
| 652062    | просп. Победы, д. 38     |

Телефонная связь
Телефонный код города: +7 (38451). В городе используются пятизначные номера абонентов.
Основным оператором стационарной телефонной связи города является ОАО «Юргателеком». Также услуги телефонной связи оказывает ПАО «Ростелеком»
Сотовая связь
Операторы сотовой связи
- Билайн (ВымпелКом)
- МегаФон
- МТС
- Tele2
- Yota

Телекоммуникации
Интернет-провайдеры, операторы кабельного ТВ и IPTV
- «Good Line»(ООО «Е-Лайт-Телеком»), центр обслуживания абонентов расположен по адресу ул. Ленинградская, д. 46;
- ООО «Сибирские Сети», центр продаж и обслуживания расположен по адресу ул. Кирова, д. 17;
- ОАО «Юргателеком», центральный офис расположен по адресу ул. Московская, д. 38А; дополнительный офис расположен по адресу ул. Волгоградская, д. 24

## Почётные граждане города
- Басыров, Георгий Васильевич
- Рубцова, Тамара Ильинична (посмертно)
- Свидерский, Борис Антонович (посмертно)
- Шойгу, Сергей Кужугетович[39]
- Николаев, Александр Анатольевич[40]

## Достопримечательности
Мемориальный комплекс в память о павших за Родину в годы Великой Отечественной войны
Мемориальный комплекс посвящён памяти тысяч воинов-юргинцев, погибших в боях за родину в 1941—1945 гг. Строительство мемориала было осуществлено по инициативе ветеранов войны и при поддержке всего населения города. На мемориале помещены имена около 2500 юргинцев. Открытие мемориала состоялось в день 30-летия Победы — 9 мая 1975 года. К 40-летию Победы мемориал был дополнен бронзовой скульптурной композицией «Скорбящая мать» с прижавшимися к ней детьми — как олицетворение памяти народной о тех, кто не вернулся с войны (открыта 8 мая 1985 года).
Мемориальный комплекс расположен на пересечении просп. Победы, улиц Кирова и Исайченко.
Монумент «Героям гражданской войны»
Монумент расположен на пересечении просп. Победы и ул. Машиностроителей.
Мемориальный комплекс «Жертвам войны»
На месте бывшего немецкого кладбища в г. Юрге, по частной инициативе бывшего жителя г. Юрга, ныне гражданина Германии Йозефа Церра создан мемориал в память о захороненных на этом месте немцах. 27 августа 2000 года были установлены обелиск и крест, а 20 июля 2003 года в г. Юрге состоялось торжественное открытие мемориального комплекса «Жертвам войны». Сейчас мемориал приобрёл статус областного.
26 августа 2011 года на территории мемориального комплекса «Жертвам войны» прошла траурная церемония, посвящённая 70-летней годовщине депортации российских немцев. Отмечая траурную дату в судьбе российских немцев, на мемориальном комплексе был открыт ещё один объект — это каменная глыба, символизирующая твёрдость и силу, в первую очередь силу духа и воли.
Автор проекта и организатор финансирования гражданин ФРГ, бывший житель Юрги Й. Церр.
Мемориальный комплекс расположен на ул. Машиностроителей.
Монумент «Якорь»
Монумент открыт 31 июля 2011 г. в День Военно-морского флота России. Настоящий монумент — дань памяти тем, кто защищал Родину на морских рубежах. Монумент также символизирует труд машзаводчан, выполнявших заказы для военно-морского флота страны.
Якорь был случайно обнаружен на дне реки Томь. Специалисты датируют находку концом XIX — началом XX века. Исполнение якоря: большой вес и размеры 3 на 4 метра свидетельствуют о морском происхождении, такие якоря специалисты называют «адмиралтейскими». Автор скульптор А. И. Кухарь.
Монумент расположен в парке имени А. С. Пушкина.
Паровоз-памятник «Л3815»
Памятник установлен в 2010 году в ознаменование 65-летнего юбилея победы в Великой Отечественной войне в знак уважения и благодарности железнодорожникам за их героический труд.
Памятник расположен на привокзальной площади рядом со зданием железнодорожного вокзала станции Юрга I.
Стела «Слава труду»
Монумент установлен в октябре 1982 года, в честь 40-летия треста «Юргапромострой».
Памятник расположен на пересечении улиц Строителей и Комсомольской.
Монумент памяти Героя Войны Георгия Васильевича Басырова
В 2007 году торжественно открыт сквер, с установленным монументом памяти, имени полного кавалера ордена солдатской Славы, Почётного гражданина Кемеровской области, Почётного гражданина города Юрги, Героя Кузбасса — Георгия Басырова.
Монумент «50 лет советской власти»
Монумент установили 5 ноября 1967 года, в честь 50-летия Великой Октябрьской социалистической революции.
Памятник расположен на пересечении улиц Московской и Исайченко.
Памятник А. С. Пушкину
Установлен 6 июня 1979 года в одноимённом парке к 180-летию со дня рождения поэта. Ежегодно в это день у памятника проходят литературные чтения стихов А. С. Пушкина. Скульптор В. В. Телишев.
Памятник расположен в парке имени А. С. Пушкина.
Памятник В. В. Маяковскому
Установлен 16 февраля 1980 г. на ул. Московской у кинотеатра «Эра». Скульптор В. В. Телишев.
Памятник В. И. Ленину
- Памятник открыт 22 апреля 1970 г. к 100-летию со дня рождения В. И. Ленина. Скульптор В. В. Телишев. Памятник расположен на площади В. И. Ленина на пересечении улиц Московской и Кирова.
- Памятник установлен в 1939 году на привокзальной площади напротив здания железнодорожного вокзала станции Юрга I.
- Памятник установлен в сквере городской больницы № 1 на ул. Ленинградской.

Памятник авторской песне «Чёрный воронёнок»
19 августа 2005 года открыт памятник Авторской песне (Чёрный воронёнок). Открытие памятника было приурочено к открытию XIV Всероссийского фестиваля бардовской «Бабье лето». Скульптор А. И. Кухарь.
Памятник расположен в сквере имени Г. В. Басырова.
Скульптурная композиция «Мамонтёнок»
Скульптурная композиция из мультфильма «Мама для мамонтёнка» с пожеланиями радости, благополучия и семейного счастья. Мамонтёнок изготовлен из кедра. Композиция расположена на аллее по проспекту Победы.

## Фотографии города

Площадь Советов
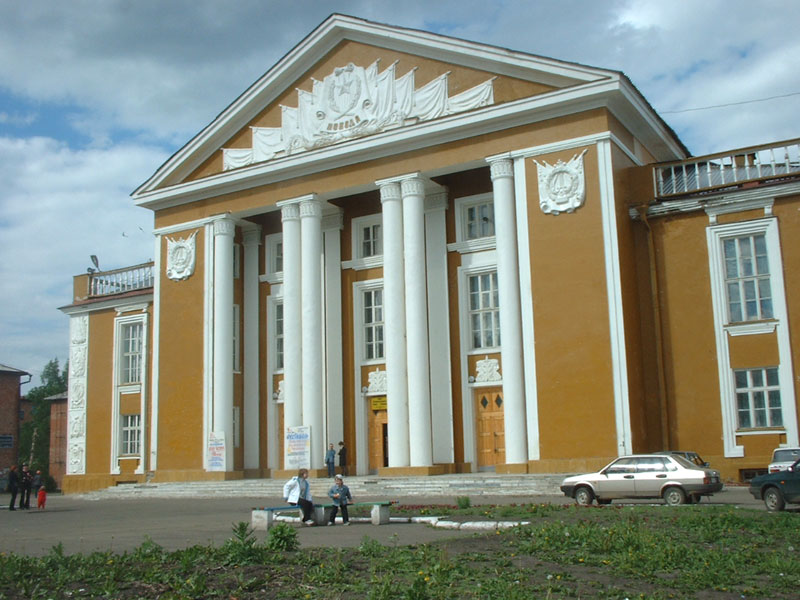
ДК «Победа»
Мемориальный комплекс в память о павших за Родину в годы Великой Отечественной войны
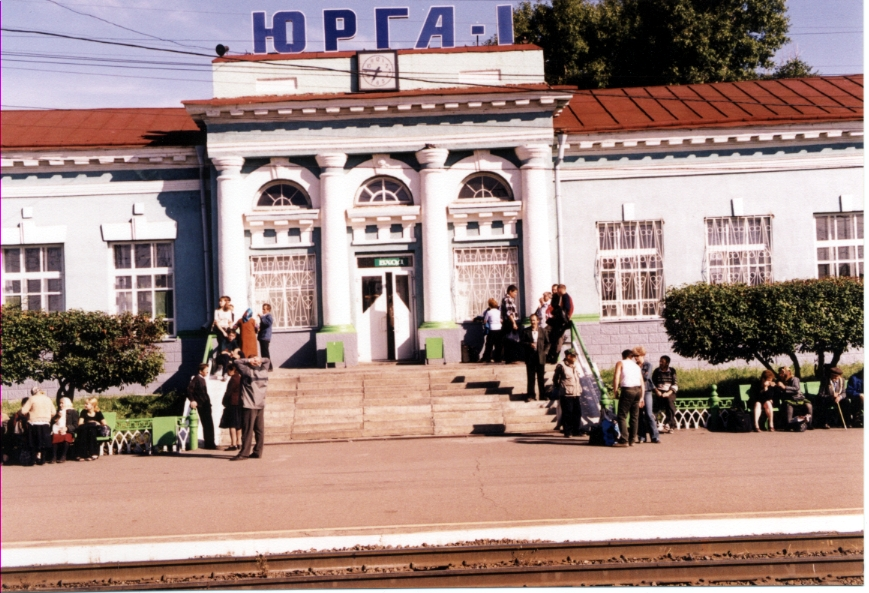
Здание железнодорожного вокзала Юрга-1 до реконструкции (2009)